# Bupranolol
Bupranolol (łac. bupranololum) – wielofunkcyjny organiczny związek chemiczny, lek stosowany w leczeniu nadciśnienia tętniczego oraz choroby niedokrwiennej serca, o działaniu blokującym receptory adrenergiczne β1, β2 oraz β3.

## Mechanizm działania
Bupranolol jest lekiem β-adrenolitycznym o działaniu na receptory adrenergiczne β1, β2 oraz β3 bez wewnętrznej aktywności sympatykomimetycznej.

## Metabolizm
Głównym i jedynym istotnym klinicznie metabolitem bupranololu jest karboksybupranolol (M1), powstały poprzez utlenianie grupy metylowej do grupy karboksylowej w pierścieniu aromatycznym, drugim metabolitem jest hydroksybupranolol (M2) powstający poprzez hydroksylowanie pierścienia aromatycznego poprzez cytochrom P450 (CYP2D6).

## Zastosowanie
- nadciśnienie tętnicze[1]
- choroba niedokrwienna serca[1]

W 2016 roku bupranolol nie był dopuszczony do obrotu w Polsce.

## Działania niepożądane
Penbutolol może powodować następujące działania niepożądane, występujące ≥1/1000 (bardzo często, często i niezbyt często):
- zmęczenie
- zawroty głowy
- somnolencja
- ból głowy
- dezorientacja
- nadmierna nerwowość
- nadmierna potliwość
- bezsenność
- zaburzenia afektywne
- koszmary senne
- halucynacje
- parestezje
- uczucie zimna w kończynach
- objawy paragrypowe
- nudności
- wymioty
- zaparcie
- biegunka
- kserostomia
- zwiększone ciśnienie krwi
- bradykardia
- omdlenie
- wypadanie włosów
- nadwrażliwość skórna
- zapalenie spojówek
- skurcz mięśnia
- małopłytkowość